# Tom Evans (triathlon)
Pour les articles homonymes, voir Tom Evans (homonymie) et Evans.
Tom Evans, né en 1968 à Penticton est un triathlète professionnel canadien, multiple vainqueur sur triathlon Ironman.

## Palmarès
Le tableau présente les résultats les plus significatifs (podium) obtenus sur le circuit nord-américain et international de triathlon depuis 2003,.
| Année | Compétition                         | Pays       | Position          | Temps           |
| ----- | ----------------------------------- | ---------- | ----------------- | --------------- |
| 2012  | Eastlink Desert Half Iron Triathlon | États-Unis | Médaille d'or     | 4 h 23 min 59 s |
| 2009  | Oliver Half Ironman                 | États-Unis | Médaille d'or     | 4 h 6 min 42 s  |
| 2008  | Oliver Half Ironman                 | États-Unis | Médaille d'or     | 4 h 6 min 30 s  |
| 2008  | Ironman Floride                     | États-Unis | Médaille d'or     | 8 h 7 min 59 s  |
| 2008  | Ironman Coeur d’Alene               | États-Unis | Médaille d'or     | 8 h 34 min 22 s |
| 2007  | Ironman Coeur d’Alene               | États-Unis | Médaille d'argent | 8 h 34 min 34 s |
| 2006  | Ironman Lake Placid                 | États-Unis | Médaille d'argent | 8 h 39 min 12 s |
| 2004  | Ironman Floride                     | États-Unis | Médaille d'or     | 8 h 31 min 7 s  |
| 2004  | Ironman Canada                      | Canada     | Médaille d'or     | 8 h 28 min 6 s  |
| 2003  | Ironman Canada                      | Canada     | Médaille d'argent | 8 h 37 min 1 s  |